# راديو باكستان
 راديو باكستان بمثابة المذياع العام الوطني للإذاعة في باكستان. على الرغم من أن بعض المحطات المحلية تسبق تأسيس راديو باكستان، إلا أنها أقدم شبكة إذاعية موجودة في باكستان. تأسست الشبكة في 14 أغسطس 1947، بعد استقلال باكستان عن بريطانيا. تشمل خدمات راديو باكستان خدمات أخبار AM و FM 101 و FM 93.

## روابط خارجية
- راديو باكستان